# Troglocoelotes ruanxiaowu
Espèce
Troglocoelotes ruanxiaowu est une espèce d'araignées aranéomorphes de la famille des Agelenidae.

## Distribution
Cette espèce est endémique du Guangxi en Chine,. Elle se rencontre dans le xian de Fengshan dans la grotte Xi'an.

## Description
La femelle holotype mesure 4,72 mm.

## Systématique et taxinomie
Cette espèce a été décrite par Lin et Li en 2024.

## Étymologie
Cette espèce est nommée en référence à Ruan Xiaowu, le personnage d'Au bord de l'eau. 

## Publication originale
- Lin, Li, Mo & Wang, 2024 : « Thirty-eight spider species (Arachnida: Araneae) from China, Indonesia, Japan and Vietnam. » Zoological Systematics, vol. 49, no 1, p. 4-98.